# پاول یوراچک
پاول یوراچک (چکی: Pavel Juráček؛ ۲ اوت ۱۹۳۵ – ۲۰ مهٔ ۱۹۸۹) فیلم‌نامه‌نویس و کارگردان فیلم اهل جمهوری چک بود.
او دانش‌آموختۀ دانشکده سینما و تلویزیون آکادمی هنرهای نمایشی پراگ و یکی از چهره‌های مهمِ «موج نوی چکسلواکی» در اواسط دههٔ ۶۰ میلادی بود.
از فیلم‌ها یا مجموعه‌های تلویزیونی که وی در آن‌ها نقش داشته است، می‌توان به بابونه‌ها اشاره نمود.